# Astragalus kunarensis
Astragalus kunarensis är en ärtväxtart som beskrevs av Dieter Podlech. Astragalus kunarensis ingår i släktet vedlar, och familjen ärtväxter. Inga underarter finns listade i Catalogue of Life.